# ゲレンジーク (水雷艇)
ゲレンジーク（ロシア語: Геленджи́къ ギリンジーク）は、ロシア帝国の水雷艇（Миноносецъ）である。艇名は、黒海沿岸カフカースの都市ゲレンジークに因む。

## 概要
ゲレンジークは、1882年から1902年の建艦計画枠で黒海艦隊向けに発注された水雷艇の1 隻であった。設計は、先に建造された水雷艇バトゥームの運用実績を元に出された海軍技術委員会の訓令に基づいていた。
ゲレンジークは、1883年7月1日付けで黒海艦隊への配属が正式に決定された。1884年にフランスのトゥーロンにあるフォルジュ・エ・シャンチエ造船所で竣工した。
1889年には、さらなる遠征計画に基づきイズマイールは艇上に燃料タンクを増設し、蒸気船ケードロフや水雷艇ゲレンジークとともにセヴァストーポリからノヴォロシースクに渡った。
1895年4月20日付けでゲレンジークは第255号水雷艇（Миноно́сецъ № 255 ミナノースィェツ・ノーミェル・ドヴィェースチ・ピヂスャート・ピャーチ）に改称された。
黒海における実験艦隊に編入された第255号水雷艇は、1895年から1899年にかけて艇体に淡青色の水玉模様を描かれ防御のための塗色試験に供された。
1907年11月15日付けで海軍の第一線部隊から除籍され、武装解除の上でセヴァストーポリ軍港で保管状態に入れられた。1910年にはオーバーホールを受け、主機や艇体の修理が施工された。この際、魚雷発射管は撤去され、代わりに掃海網と機関銃が搭載された。
第一次世界大戦においては、主として艦隊主力への補給任務やセヴァストーポリ近海での掃海任務に従事した。
1915年7月21日には正式に類別を掃海艇に変更され、艇名も第9号掃海艇（Тра́льщикъ № 9 トラーリシク・ノーミェル・ヂェーヴィャチ） と改められた。その後、1916年4月24日には第79号掃海艇（Тра́льщикъ № 79 トラーリシク・ノーミェル・スィェーミヂェスャト・ヂェーヴィャチ） に、同年8月6日には第279号掃海艇（Тра́льщикъ № 279 トラーリシク・ノーミェル・ドヴィェースチ・スィェーミヂェスャト・ヂェーヴィャチ） に改称された。1916年10月12日には通報船に類別を変更され、艇名は第9号通報船（Посы́льное су́дно № 9パスィーリナイェ・スードナ・ノーミェル・ヂェーヴィャチ）となった。
1917年初旬に二月革命が発生すると、第9号通報船は臨時政府黒海艦隊に移籍された。ボリシェヴィキによる十月革命後、ウクライナ人民共和国が独立して赤軍がウクライナに侵攻すると、12月29日には第9号通報船は赤色黒海艦隊に接収された。1918年1月にはウクライナ人民共和国が黒海艦隊の所有を宣言したが、実際には艦艇は赤軍の支配下に留まった。3月には、セヴァストーポリ軍港で保管状態に入れられた。4月にはウクライナ人民共和国軍によりクリミアは奪還されたが、5月1日にはウクライナ国を建てたドイツ帝国軍により艦艇は接収された。第9号通報船はドイツ帝国海軍とウクライナ国海軍に所属したが、11月24日には連合国へのドイツの降伏により侵攻したイギリス・フランス連合軍により接収された。1919年4月22日から24日にかけて、第9号通報船はイギリス海軍の指揮下に入った。そして、完全に部隊から退役させられた。4月29日には赤軍ウクライナ戦線により奪取され、6月24日には白軍に接収された。
ロシア内戦は赤軍の勝利により終結したが、セヴァストーポリにあった第9号通報船がその海軍に実戦配備されることはなかった。第9号通報船は1922年から1923年にかけて「コムゴスフォンドフ」へ解体のため引き渡され、1925年11月21日付けで労農赤色海軍を除籍された。